# Brian De Keersmaecker
Brian De Keersmaecker (Bornem, 6 mei 2000) is een Belgisch voetballer die doorgaans speelt als middenvelder. In juli 2023 verkaste hij van FC Eindhoven naar Heracles Almelo. Bij Heracles maakte hij goeie stappen en werd uiteindelijk zelfs aanvoerder. Brian maakte in de zomer van 2025 een transfer naar de Engelse ploeg Oxford united. 

## Carrière
Brian De Keersmaecker speelde in de jeugd van KVC Willebroek-Meerhof, Germinal Beerschot en Club Brugge. In 2018 vertrok hij naar KFCO Beerschot Wilrijk, waar hij in eerste instantie voor de reserves speelde. Aan het einde van het seizoen 2018/19 debuteerde hij voor Beerschot in de play-off 2A van de Eerste klasse A, waar Beerschot zich voor had gekwalificeerd door tweede te eindigen in de Eerste klasse B. Hij debuteerde in de met 2–0 gewonnen thuiswedstrijd tegen KAS Eupen, waarin hij in de negenenvijftigste minuut inviel voor Diego Montiel en twee minuten later de tweede treffer op zijn naam zette. In het seizoen erna, 2019/20, veranderde KFCO Beerschot Wilrijk zijn naam in Beerschot Voetbalclub Antwerpen. De Keersmaecker speelde negen wedstrijden in de reguliere competitie en daarnaast in de met 1–0 gewonnen heenwedstrijd van de finale voor promotie tegen OH Leuven. Beerschot won ook de terugwedstrijd en promoveerde zodoende naar het hoogste niveau.
Na de promotie was er geen plaats in de selectie voor De Keersmaecker en zodoende werd hij in het seizoen 2020/21 verhuurd aan FC Eindhoven. Gedurende het seizoen veroverde de Belg een vaste plek op het middenveld onder leiding van coach Rob Penders. Na een jaar besloot hij transfervrij over te stappen naar FC Eindhoven en daar een vast contract te tekenen. In het seizoen 2021/22 speelde hij alle wedstrijden mee en hij bereikte met Eindhoven ook de nacompetitie, waarin ADO Den Haag over twee wedstrijden te sterk was. Ook de jaargang erna mocht Eindhoven deelnemen aan de nacompetitie, maar hier werd verloren van Almere City. De Keersmaecker maakte zelf wel de stap naar de Eredivisie, want hij verkaste naar het gepromoveerde Heracles Almelo, waar hij zijn handtekening zette onder een verbintenis voor de duur van vier seizoenen.

## Clubstatistieken
| Seizoen | Club                   | Competitie      | Competitie | Competitie | Beker | Beker | Internationaal | Internationaal | Nacompetitie | Nacompetitie | Totaal | Totaal |
| Seizoen | Club                   | Competitie      | Wed.       | Dlp.       | Wed.  | Dlp.  | Wed.           | Dlp.           | Wed.         | Dlp.         | Wed.   | Dlp.   |
| ------- | ---------------------- | --------------- | ---------- | ---------- | ----- | ----- | -------------- | -------------- | ------------ | ------------ | ------ | ------ |
| 2018/19 | KFCO Beerschot Wilrijk | Eerste klasse B | 6          | 1          | 0     | 0     | —              | —              | —            | —            | 6      | 1      |
| 2019/20 | Beerschot VA           | Eerste klasse B | 10         | 1          | 1     | 0     | —              | —              | —            | —            | 11     | 1      |
| 2020/21 | → FC Eindhoven         | Eerste divisie  | 26         | 3          | 1     | 0     | —              | —              | —            | —            | 27     | 3      |
| 2021/22 | FC Eindhoven           | Eerste divisie  | 36         | 1          | 1     | 0     | —              | —              | 4            | 0            | 41     | 1      |
| 2022/23 | FC Eindhoven           | Eerste divisie  | 28         | 1          | 1     | 0     | —              | —              | 2            | 0            | 31     | 1      |
| 2023/24 | Heracles Almelo        | Eredivisie      | 33         | 2          | 1     | 0     | —              | —              | —            | —            | 34     | 2      |
| 2024/25 | Heracles Almelo        | Eredivisie      | 31         | 5          | 5     | 0     | 0              | 0              | 0            | 0            | 36     | 5      |
| Totaal  | Totaal                 | Totaal          | 170        | 14         | 10    | 0     | 0              | 0              | 6            | 0            | 186    | 14     |

Bijgewerkt op 22 mei 2025.